# Home Sick Pilots
Home Sick Pilots — серия комиксов, которую в 2020—2022 годах издавала компания Image Comics.

## Синопсис
Действие происходит в Калифорнии. На дворе стоит 1994 год. Главной героиней комикса является гитаристка школьной панк-группы Home Sick Pilots — Ами. Она попадает в дом с призраками.

## Отзывы
На сайте-агрегаторе рецензий Comic Book Roundup серия имеет оценку 8,7 из 10 на основе 124 отзывов. Сэм Стоун из Comic Book Resources в обзоре на первый выпуск отметил, что художник Каспар Вейнгаард является хорошим партнёром для сценариста Дэна Уоттерса. Бентон Джонс с того же сайта рецензировал первый сборник и написал, что «работа Дэна Уоттерса над Home Sick Pilots феноменальна». Тео Двайер из Bleeding Cool, рассматривая дебютный выпуск, посчитал, что рисунки в нём гораздо лучше, чем сюжет. Коннор Кейси из ComicBook.com подчёркивал, что в комиксе нет привлекательных персонажей. Дэвид Брук из AIPT дал первому выпуску 9 баллов с половиной из 10 и написал, что в нём «есть более глубокий смысл, который захватывает».